# Morrison (Tennessee)
Morrison és una població dels Estats Units a l'estat de Tennessee. Segons el cens del 2000 tenia 684 habitants.

## Demografia
Segons el cens del 2000, Morrison tenia 684 habitants, 254 habitatges, i 185 famílies. La densitat de població era de 97,1 habitants/km².
Dels 254 habitatges en un 37,4% hi vivien nens de menys de 18 anys, en un 54,3% hi vivien parelles casades, en un 15,4% dones solteres, i en un 26,8% no eren unitats familiars. En el 22,8% dels habitatges hi vivien persones soles el 12,6% de les quals corresponia a persones de 65 anys o més que vivien soles. El nombre mitjà de persones vivint en cada habitatge era de 2,62 i el nombre mitjà de persones que vivien en cada família era de 3,05.
Per edats la població es repartia de la següent manera: un 28,7% tenia menys de 18 anys, un 9,6% entre 18 i 24, un 27,9% entre 25 i 44, un 19,4% de 45 a 60 i un 14,3% 65 anys o més.
L'edat mediana era de 35 anys. Per cada 100 dones de 18 o més anys hi havia 83,5 homes.
La renda mediana per habitatge era de 23.819 $ i la renda mediana per família de 31.250 $. Els homes tenien una renda mediana de 28.125 $ mentre que les dones 21.250 $. La renda per capita de la població era de 13.105 $. Entorn del 20,6% de les famílies i el 23,9% de la població estaven per davall del llindar de pobresa.

## Poblacions més properes
El següent diagrama mostra les poblacions més properes.